# Пижиці
Пижице (пол. Pyrzyce, нім. Pyritz) — місто в північно-західній Польщі, між Щеціном та Гожувом Великопольським.
За станом на 31 березня 2014 року, місто мало 12 815 жителів.

## Демографія
Демографічна структура станом на 31 березня 2011 року:
|          | Загалом | Допрацездатний вік | Працездатний вік | Постпрацездатний вік |
| -------- | ------- | ------------------ | ---------------- | -------------------- |
| Чоловіки | 6299    | 1193               | 4504             | 602                  |
| Жінки    | 6626    | 1096               | 3936             | 1594                 |
| Разом    | 12925   | 2289               | 8440             | 2196                 |